# Lopes Trovão
José Lopes da Silva Trovão ou simplesmente Lopes Trovão (Angra dos Reis, 23 de março de 1848 – Rio de Janeiro, 17 de julho de 1925) foi um médico, jornalista e político brasileiro.

## Biografia
Filho de José Maria dos Reis Lopes Trovão e Maria Jacinta Lopes Trovão, formou-se em medicina pela Faculdade do Rio de Janeiro, tendo sido diplomata e eleito deputado federal para mandatos entre 1891 e 1894 e, posteriormente, senador da República entre 1895 e 1902.
Foi um dos propagandistas republicanos mais ativos, e ardente abolicionista, atacando a estrutura do Império do Brasil até sua queda, em 1889, sendo um dos signatários do Manifesto Republicano de 1870.
Ele liderou uma comitiva de republicanos até a casa do Marechal Deodoro da Fonseca, na manhã de 19 de novembro, portando o que defendia ser a nova Bandeira constitucional do Brasil.

## Proposta de bandeira republicana

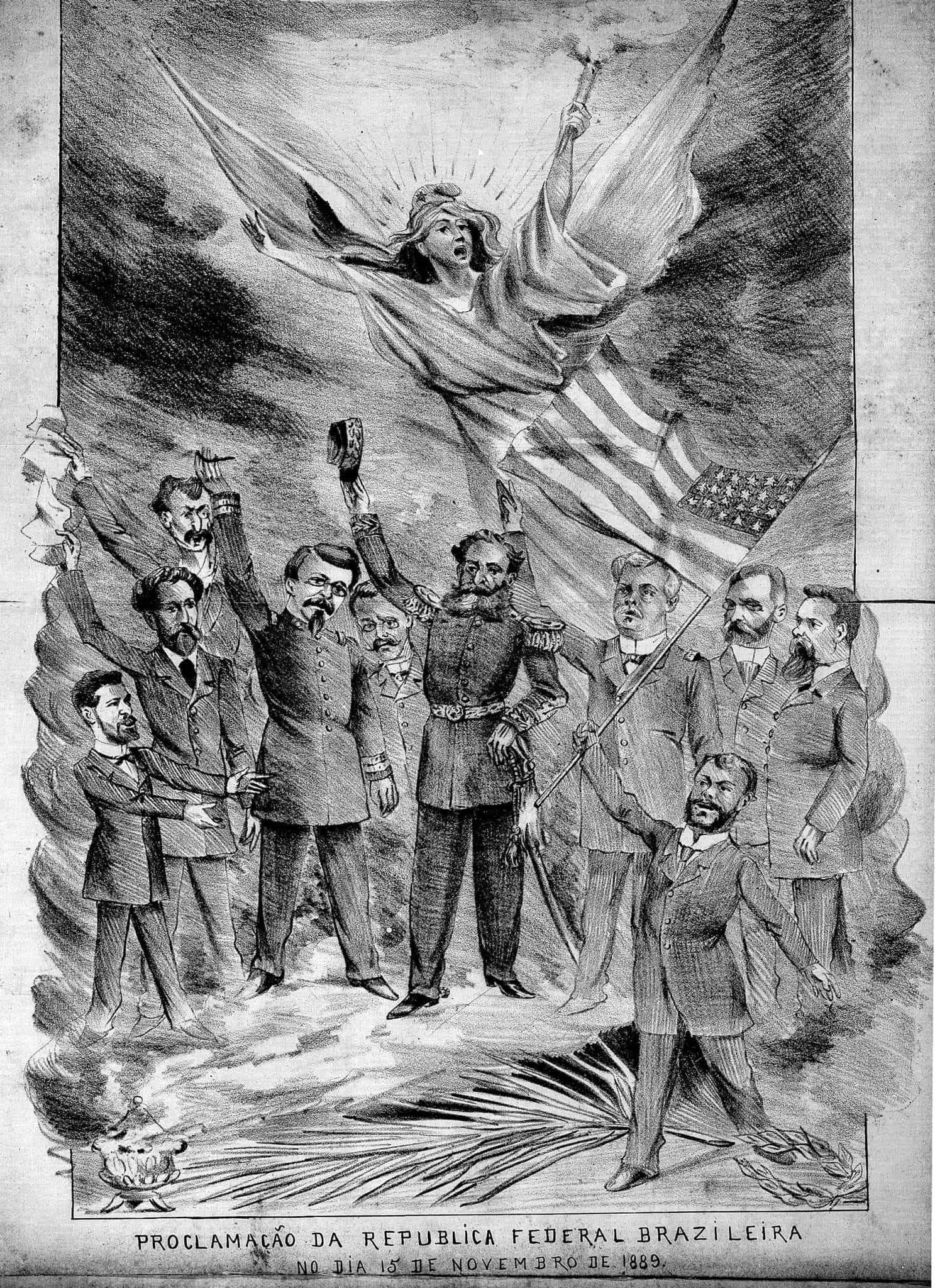
Charge da proclamação da República, com José do Patrocínio em primeiro plano. Lopes Trovão é a última figura ao fundo, à direita de Benjamin Constant.

Bandeira proposta por Lopes Trovão e içada na Câmara Municipal do Rio de Janeiro aos 15 de novembro de 1889.

Lopes Trovão desenhou bandeira inspirada no pavilhão estadunidense, composto por treze listras horizontas – que, originalmente, representam as treze colônias iniciais dos Estados Unidos – e por vinte estrelas – o Município Neutro não estava ali representado. As estrelas eram agrupadas em conjuntos de cinco e ficavam dentro de um quadrilátero preto, o qual homenageava a população negra do país.
Essa bandeira chegou a ser içada na Câmara Municipal do Rio de Janeiro por José do Patrocínio, no dia da proclamação da República. Outra versão, criada por Ruy Barbosa, com o quadrado azul em vez de preto, contando vinte e uma estrelas, foi usada no mastro do navio Alagoas, que levou a família imperial brasileira ao exílio, e também foi hasteada na redação do jornal A Cidade do Rio. Foi essa versão alternativa que o governo provisório republicano adotou por quatro dias.

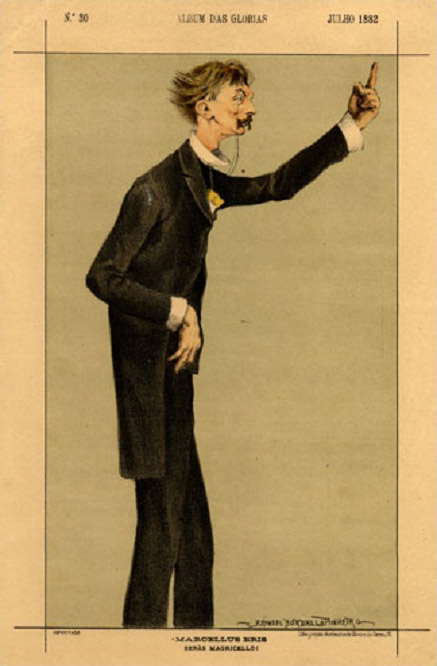
Caricatura de Lopes Trovão feita por Rafael Bordalo Pinheiro.

Quando uma comissão ficou de elaborar a nova bandeira do país rechaçou a versão apresentada por Lopez Trovão por considerá-la demasiado semelhante à bandeira dos Estados Unidos. Os republicanos insistiram que só restava a Deodoro oficializar a bandeira por eles apresentada, já que essa já tremulava no Alagoas. Deodoro, no entanto, preferiu manter as linhas gerais da bandeira imperial, oficializando a nova bandeira em 19 de novembro de 1889.[carece de fontes?]

## Publicações
Foi editor da Gazeta da Tarde e também do jornal O Combate, além de colaborar na Galeria Republicana (1882-1883)
Teve publicado, ainda, o trabalho: Le Vicomte de Rio Branco, Joseph Marie da Silva Paranhos 16 Mars, 1819. 1 Er Novembre - 1880. Extrait de La \Chronique Franco - Brésilienne\ Número 5, Paris, 16 Novembre 1885.